# Lieto Court Musashi-Kosugi
Le Lieto Court Musashi-Kosugi (リエトコート武蔵小杉　イーストタワー)  est un ensemble de gratte-ciel résidentiel construit à Kawasaki dans la banlieue de Tokyo de 2005 à 2008. 
L'ensemble est composé de deux tours;
- La West Tower de 162 m de hauteur
- L'East Tower de 161 m de hauteur, qui abrite 542 logements pour une surface de plancher de 75 596 m².
En 2025 ils font encore partie des dix plus hauts gratte-ciel de Kawasaki .
L'ensemble a été conçu par la société Kajima.